# Севир (река)
Севи́р (англ. Sevier River от исп. Rio Severo — «дикая река») — река в западной части штата Юта, США. Впадает в бессточное озеро Севир. Длина составляет 616 км; площадь бассейна — около 29 977 км². Это самая длинная река, полностью протекающая по территории Юты.
Берёт начало на северо-западе округа Кейн и течёт на север, на территорию округа Гарфилд, а затем по границе округов Гарфилд и Пайют, где река спускается в узкий каньон Серклвилл, выходящий в долину Серкл. Далее течёт в северо-восточном направлении, протекает через город Джанкшен, где принимает приток Ист-Форк и образует водохранилище Пайют. Далее течёт на север, через округ Пайют, у города Севир река спускается в каньон, далее вновь отклоняется на северо-восток и протекает через города Ричфилд и Салайна.
Примерно в 32 км к юго-востоку от города Нифай принимает крупный приток Сан-Питч, далее течёт сперва на северо-запад, а затем на юго-запад, вдоль северной границы горного хребта Каньон и через пустыню Севир. Протекает через город Делта и впадает в озеро Севир в центральной части округа Миллард.